# Mestizo
Mestizo, cuando es aplicado a los seres humanos, es un término utilizado para referirse a personas con antepasados pertenecientes a dos o más etnias. En español la palabra comenzó a usarse durante la colonización de América para referirse a descendientes de progenitores "blancos" e indígenas de América, de modo similar a la denominación de "mulato" para referirse a quienes tenían progenitores "blanco" y "negro", y de "zambo", para quienes tenían progenitores "indio" y "negro". Actualmente el término se utiliza en ocasiones con significación racista.
El término surgió como una categoría de la clasificación de tipo racial aplicada por el Imperio español en América a partir del siglo XVI, para denominar a una de las "castas" o «cruzas», proveniente de la relación sexual entre una persona clasificada como de "raza blanca" con otra persona clasificada como de "raza india".
El sistema de castas colonial español derivó de la doctrina medieval de los estatutos de limpieza de sangre. Las personas clasificadas como mestizas tenían un estatus social disminuido, que les impedía o limitaba su acceso a la educación y a posiciones de mando, propiedad o prestigio. Con el advenimiento de la independencia hispanoamericana, los nuevos estados surgidos durante el siglo XIX, abolieron las «prerrogativas de sangre y nacimiento», estableciendo nominalmente la igualdad ante la ley; una igualdad que en muchos casos siguió sin aplicarse.

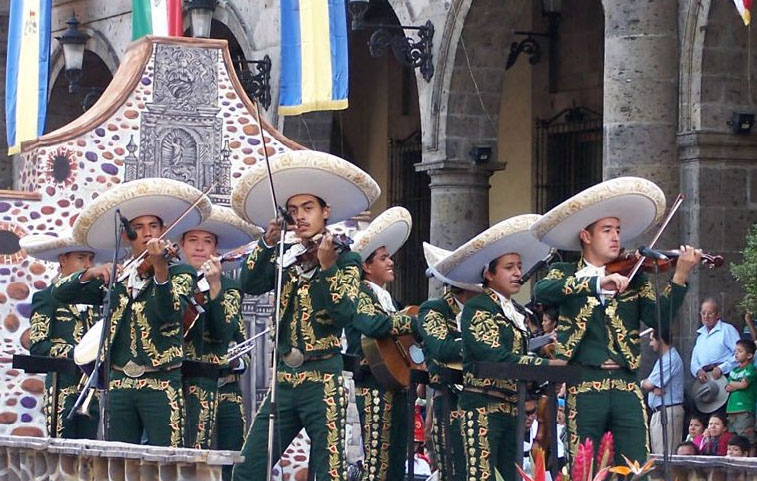
Un grupo de mariachi en el XIII Encuentro Internacional de Mariachi y Charrería en Guadalajara, Jalisco.

Después de la independencia, el término se mantuvo para denominar a las personas o culturas que descienden de indígenas americanos y españoles.
El vocablo proviene del latín mixticius (mezcla o mixto) y ha quedado envuelto en la polémica de las razas humanas, que parte de los científicos actuales niegan, o pretenden sustituir por etnias. En un sentido más amplio, el término mestizaje también se utiliza para identificar a seres humanos que tienen antecesores pertenecientes a distintas etnias o culturas, dando origen a una nueva cultura.

## Mestizofilia

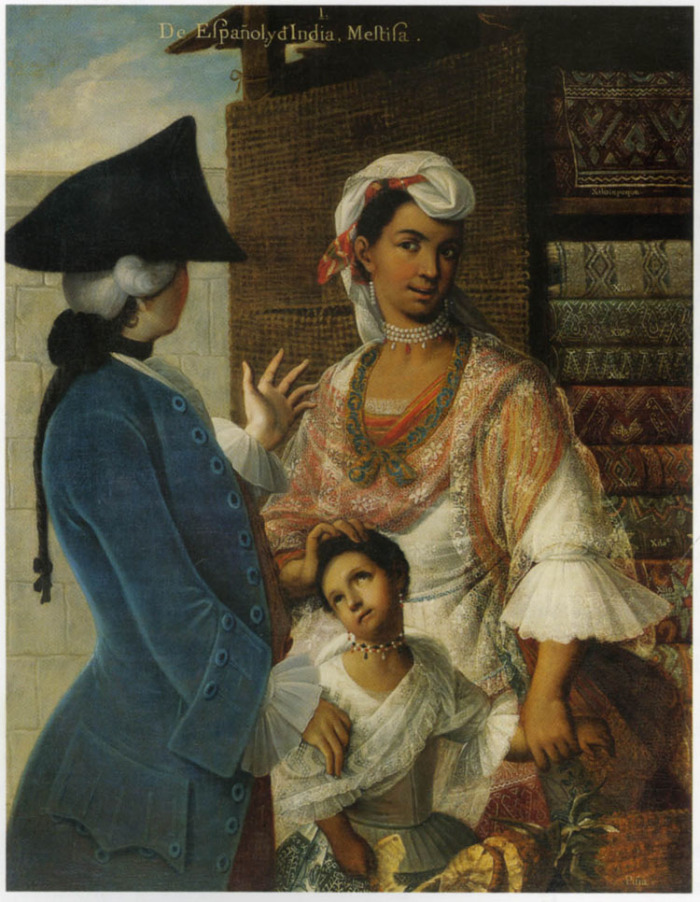
Pintura de castas (1763), de Miguel Cabrera. Una pintura que representa a un español y una mujer amerindia con una niña mestiza (mixta).

La «mestizofilia» puede definirse como la idea de que el fenómeno del mestizaje es un hecho deseable. Según Agustín Basave, la corriente mestizófila se inscribe en el nacionalismo, en ese proceso mediante el cual, una nación o un conjunto de personas se sienten parte de una misma nacionalidad, con un énfasis en el lenguaje, la raza, la religión o las tradiciones.
En el caso de México, el cruzamiento racial proliferó ilegitimamente y los hijos de españoles e indígenas fueron discriminados; mestizaje y bastardía se volvieron sinónimos. La Iglesia favoreció el matrimonio entre españoles e indígenas bautizados y el cardenal Jiménez de Cisneros, regente de Castilla, recomendó que los españoles tomaran por esposas a las herederas de los caciques indígenas, viendo en el futuro mestizo un instrumento de control político sobre las colonias.

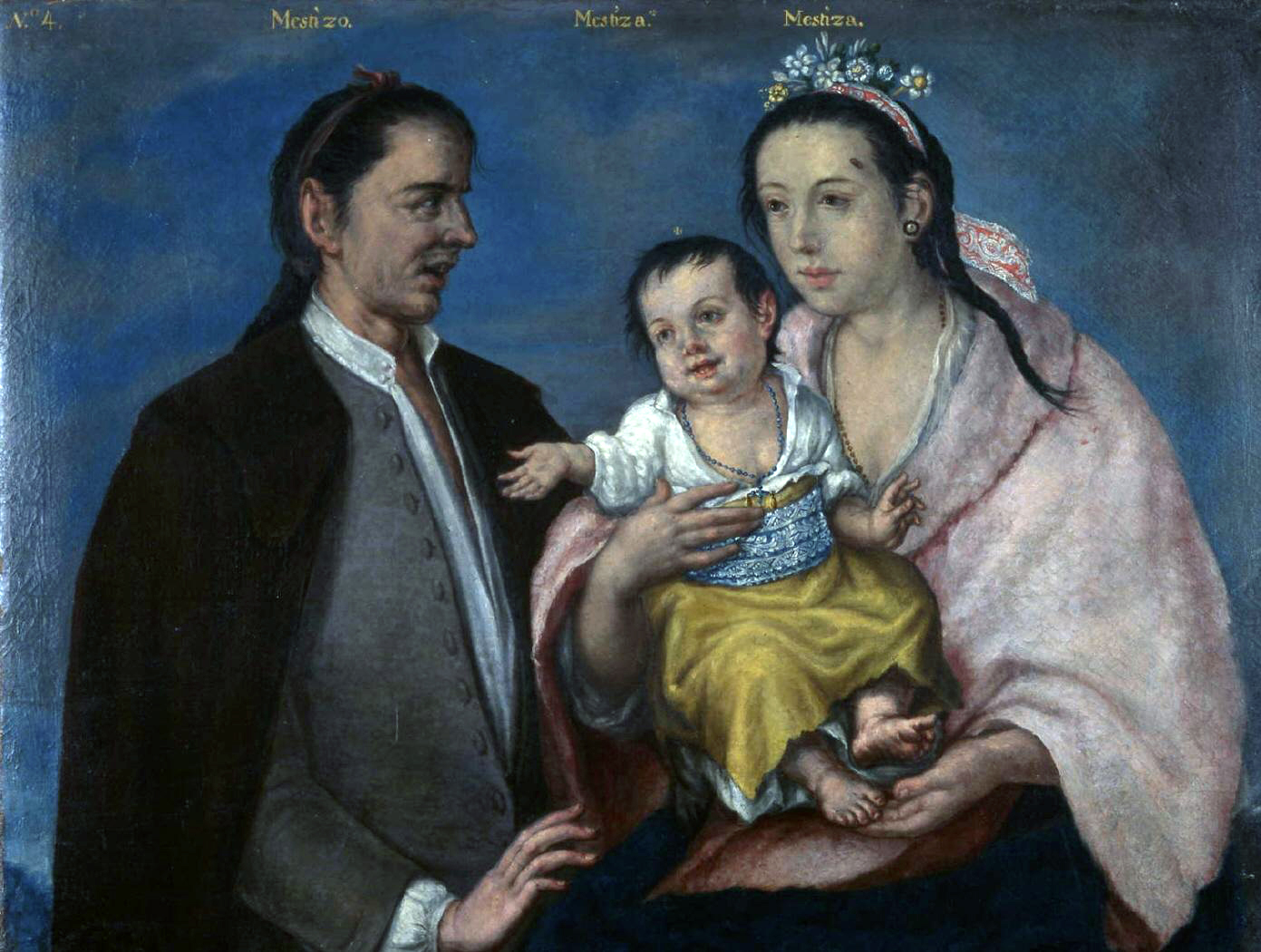
Mestizo, Mestiza, Mestiza. Pintura de casta peruana mestiza, que muestra matrimonios mixtos dentro de una categoría de casta. siglo XVIII.

La fusión racial continuaba, sin embargo, las partes involucradas estaban divididas y alejadas. En 1834, los curas Carlos Tepisteco y Epigmenio de la Piedra proclamaron el plan de monarquía mestiza, mediante el cual un congreso constituyente formado por los 12 jóvenes más cercanos descendientes de Moctezuma elegirían un emperador que, en caso de ser indio, debería casarse con una mujer blanca, y en caso de ser blanco, con una india pura.
El 1849, el doctor Mora, quien en 1836 decretó la expatriación mental de los mexicanos de color, aconsejó al gobierno sobre la necesidad de hacer que las sublevaciones de castas cesaran, y que en lo sucesivo fueran imposibles; el único medio de lograrlo era la fusión de todas las razas y colores de piel que existieran, en una sola.

## América

### Hispanoamérica

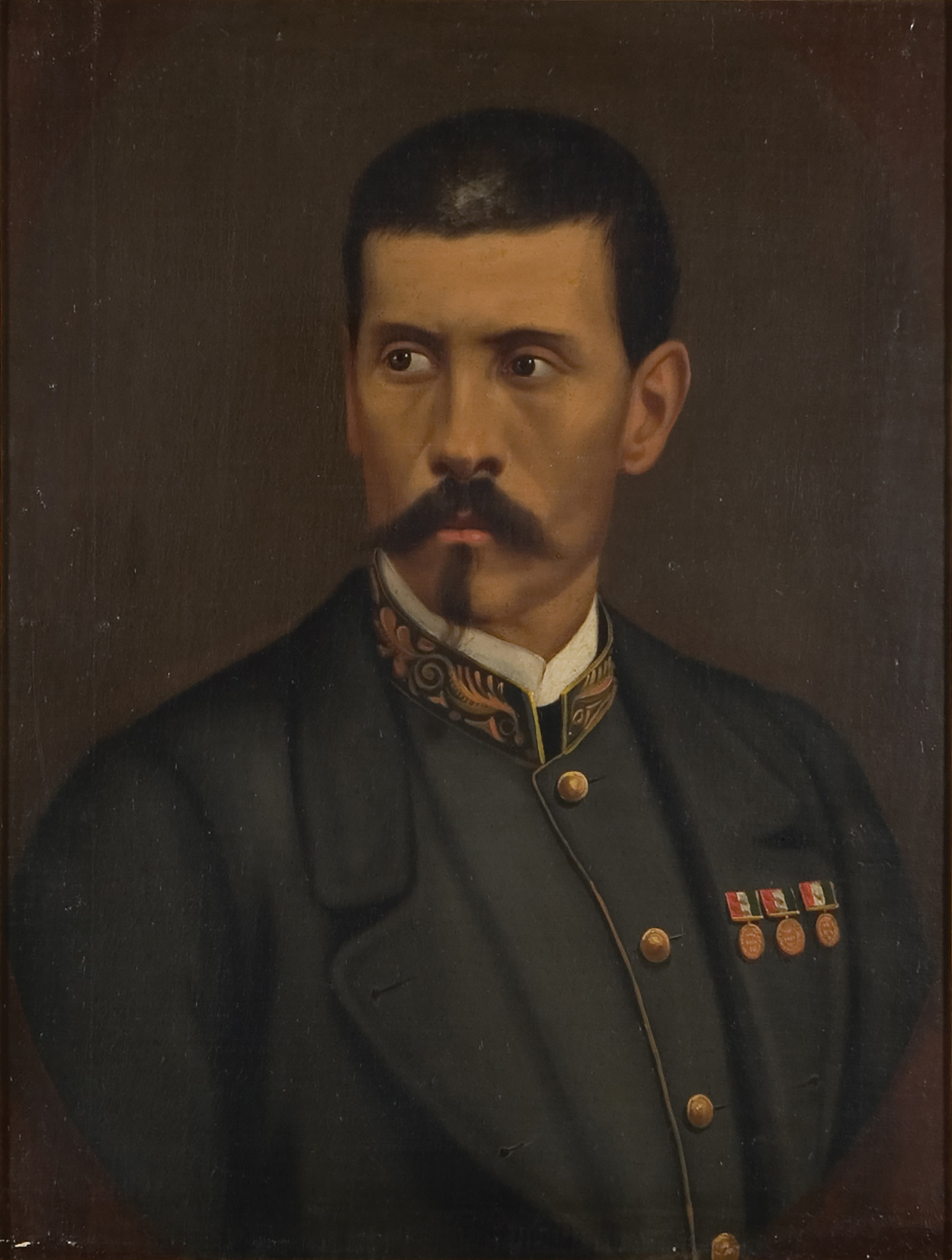
Porfirio Díaz Mori, Presidente de México de 1876 a 1911. Mestizo mexicano, de ascendencia española y mixteca.

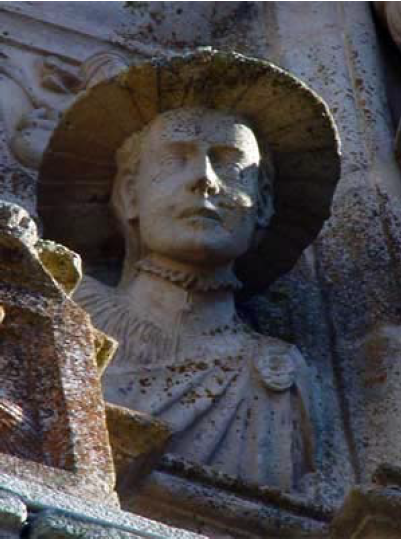
Escultura de Francisca Pizarro Yupanqui. Mestiza peruana descendiente del emperador inca Huayna Cápac e hija del conquistador Francisco Pizarro.

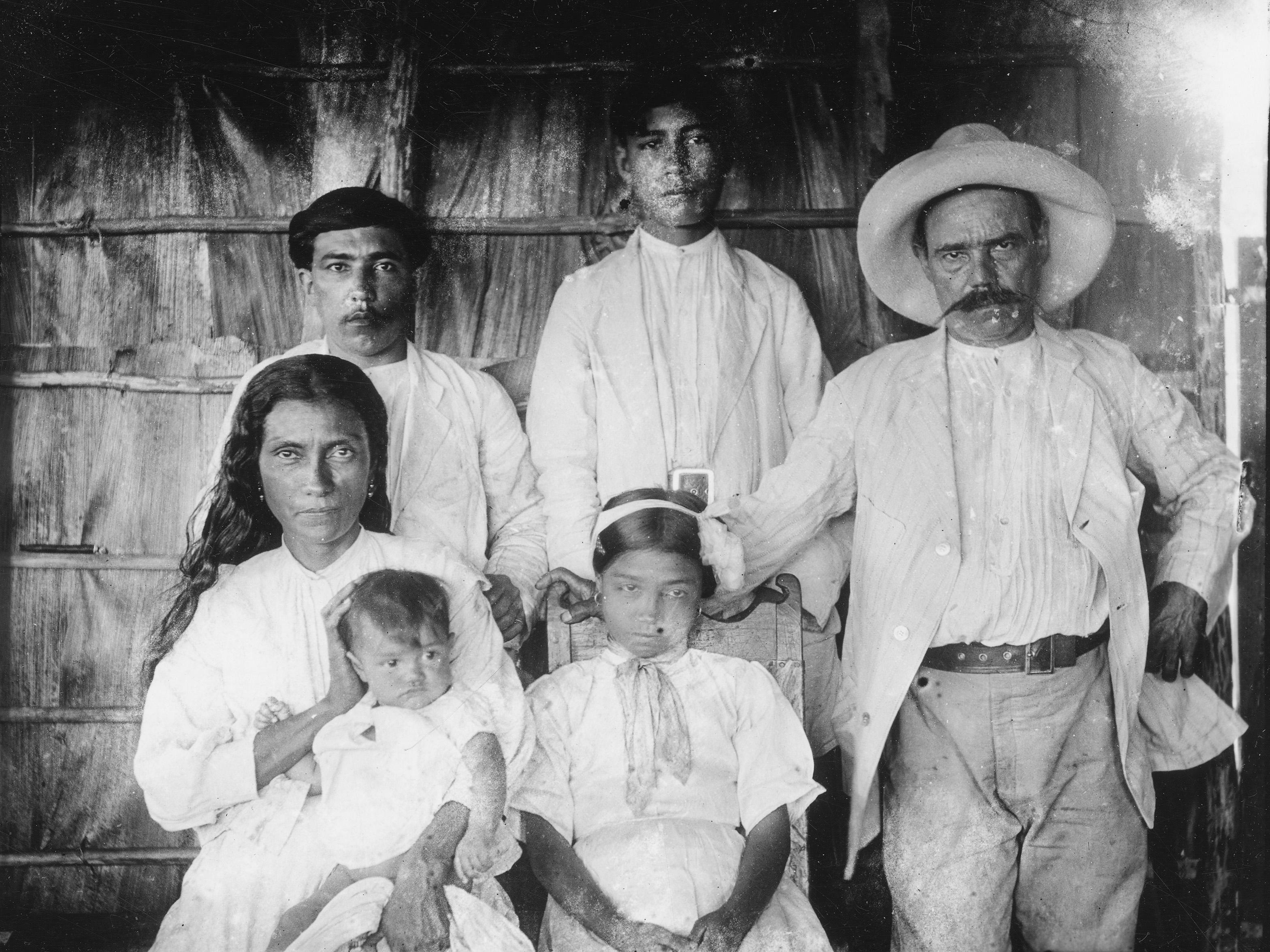
1919 La familia Barrientos en Baracoa, Cuba, encabezada por una mujer indígena y un exsoldado español.

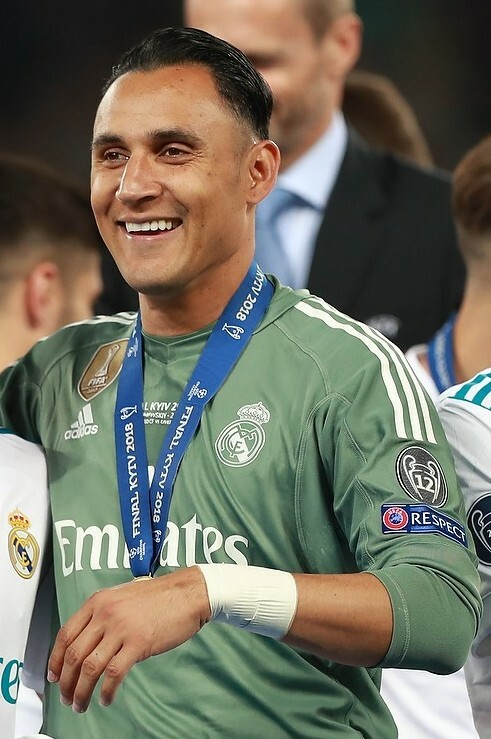
Keylor Navas, arquero mestizo de Costa Rica.

El conquistador español tenía una edad promedio de 25 años, y entendía su misión en América como extensión de la reconquista española. Las mujeres españolas que emigraron a América fueron en una menor proporción, entre una por cada 9 u 8 hombres. El mestizaje en este continente surgió, por ello, coetáneo a la llegada de los europeos a América. En general primaban las relaciones monógamas, como extensión cultural española, pero con descendencia sujeta a legitimación por la corona, que en general concedía. De hecho, la mayoría de los descendientes de los conquistadores españoles en la primera mitad del siglo XVI, eran mestizos, cifra que podría llegar a más del 65% de españoles de rangos inferiores.
En Hispanoamérica, el conquistador Miguel Díez de Aux fue el primer mestizo del que se tiene noticia. Más tarde, el escritor peruano Inca Garcilaso de la Vega, fue hijo del conquistador español Sebastián Garcilaso de la Vega y la princesa inca Isabel Chimpu Ocllo, se llamaba a sí mismo mestizo. Se le considera como el «primer mestizo biológico y espiritual de América». Vivió en el pueblo de Montilla, Andalucía, donde murió en 1616.
Tras el período de conquista, la Corona española pretendió desalentar el mestizaje, y estableció un sistema de castas, similar a como en la península se hizo con la doctrina de la «limpieza de sangre» para limitar privilegios, de tal forma un individuo que pertenecía a «razas» diferentes, tenía su sangre mezclada, formando parte de una casta, hecho que a su vez repercutía en sus derechos. Sin embargo, indiscutiblemente, el sistema de castas jamás fue impermeable, en tal magnitud que el conjunto de «castas» sobrepasó siempre al número de blancos. Los varones blancos eran los que se mestizaban con mujeres indias, mestizas, negras y mulatas en uniones casuales, generalmente en relaciones de amo-esclava o amo-sirvienta.
Sin embargo, la Corona española en aquella época, prohibía las relaciones sexuales entre una mujer blanca con un hombre amerindio o africano. Si ocurría esto, los amerindios y africanos de sexo masculino eran condenados a muerte, con el simple pretexto de considerar una violación o abuso sexual. A pesar de estas restringidas leyes impuestas por la corona, algunas mujeres blancas o europeas, clandestinamente también tuvieron relaciones sexuales con hombres amerindios y africanos. Las mujeres blancas que se mestizaban a ocultas con hombres indios, mestizos, negros y mulatos, pertenecían a la clase social media baja y baja. 
Se crearon intereses de castas, de tal forma que se prohibió a unos portar armas, o ser caciques o protectores de indios, escribanos, corregidores y alcaldes mayores, sentar plaza de soldado, obtener grados universitarios y acceder a las órdenes religiosas, salvo en el caso de que demostraran su condición necesaria. El problema habría resultado insignificante si el mestizaje hubiera sido escaso, pero resultó que generación tras otra ya las castas no podían identificarse, perdiendo la función de rol social pretendida.

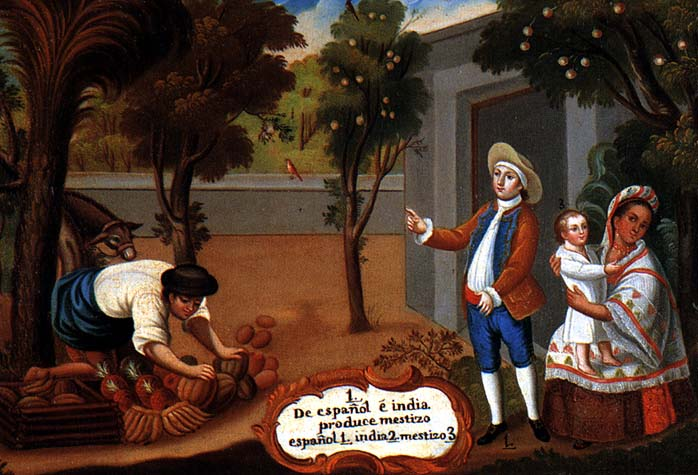
Una representación de mestizos en una pintura de castas de la era imperial. De español e India produce mestizo (autor desconocido).

El término «mestizo» en la actualidad es más incierto, y se aplica a personas que comparten ascendencias europea y amerindia o africana, sean cualquiera las proporciones, atribuyéndole distintos significados según la cultura local.
En países con mayorías amerindias, como Guatemala y Bolivia, el vocablo «mestizo» no ha perdido su significado cultural, por ejemplo, en algunos casos se considera «indígena» solo si aquel vive y mantiene la forma de vida tradicional (vestuario, costumbres e idiomas vernáculos), en otro caso, se le considera «mestizo». Además, la mayor parte de la pequeña minoría afroamericana también se identificaría simplemente como «mestizo», en vez de negro, mulato o zambo, más por virtud de sus rasgos culturales y no por su ascendencia racial. Estas implicaciones culturales de «mestizo» pueden dar lugar a una sobreestimación de la población mestiza que de otra manera no serían mestizos en un sentido racial, sino específicamente, indígenas o africanos. Adicionalmente, el censo mexicano no registra la raza, de modo que cualquier cálculo realizado por los cuerpos de gobierno o agencias independientes son siempre estimaciones.[cita requerida]

### Estados Unidos

#### «Mezcla de Sangres»
En los Estados Unidos se usa la palabra «mestizo» para designar a mexicanos y centroamericanos, así como a estadounidenses hispanos de esa ascendencia.
De los Mexicano-estadounidenses que han vivido en el sudoeste de Estados Unidos por varias generaciones antes de la anexión e incorporación de esa región a los Estados Unidos —previamente parte de México— muchos se identifican como «mestizos», particularmente los que también se identifiquen como chicanos, entre estos muchos texanos.
Una personalidad estadounidense contemporánea de origen mixed-blood es el actor Johnny Depp. Depp es de ascendencia cherokee, irlandesa, francesa y alemana. En el rock, podemos encontrar a Eddie Vedder (vocalista de Pearl Jam) quien tiene sangre cherokee, Zack de la Rocha, vocalista de Rage Against the Machine, un mestizo con ascendencia mexicana por parte de padre y blanca-estadounidense por parte madre, así como Anthony Kiedis, vocalista de Red Hot Chili Peppers, quien desde sus inicios ha hecho alusión con orgullo a su ascendencia apache. En el mundo del deporte, está el boxeador Óscar de la Hoya.[cita requerida]

## Europa

### Europa latina
No solo se podría aplicar la palabra mestizo para el continente americano, con respecto a las personas descendientes de una mezcla entre europeos e indígenas o africanos. En todo el continente europeo, no se aplica el término «mestizo» sino «blanco» o «caucásico», aunque sus habitantes dentro de la categoría de raza blanca tienen rasgos físicos diferentes como los tonos de color de piel, cabello y ojos. Uno de ellos es Europa latina, formada por países como España, Francia, Italia, Portugal, Rumania y entre otros, donde dentro de la categoría blanco existe una gran diversidad subétnica descendientes de los diferentes pueblos indoeuropeos, que invadieron y colonizaron sus territorios instalándose al sur de Europa y por las costas del Mediterráneo durante el transcurso de los siglos. Los nativos originarios del continente europeo, como los celtas, germanos, romanos, griegos y entre otras civilizaciones, se mezclaron con los colonos de origen semita originarios de Oriente Próximo,  como los árabes, judíos, fenicios, persas, bereberes y hasta algunos nativos procedentes de la India, caso similar ocurrido con la colonización en América. Si bien, los semitas que se encuentran también dentro de la categoría de la raza blanca, las características del color de la piel, del cabello y de los ojos, se diferencia bastante de los rasgos físicos de los nativos propios del continente europeo.

## Asia y Oceanía
En el continente asiático, los únicos países que se consideran mestizos son las Filipinas y las islas Marianas como Guam e Islas Marianas del Norte (antiguos territorios españoles) y Timor Oriental (antigua colonia portuguesa). A diferencia de otros países del continente, que fueron colonias inglesas y francesas, los colonos no se mezclaron tanto con los lugareños como lo hicieron los españoles y los portugueses principalmente. Si bien, el legado imperial en un buen porcentaje de personas de etnia mestiza de Filipinas, Timor Oriental y las Islas Marianas, se encuentran marcados en los rasgos físicos y apellidos, como también culturalmente.
En Oceanía, porque la Isla de Pascua es el territorio de Chile y los residentes indígenos son rapanui, desciendientes de los matrimonios mixtos entre chilenos blancos (mayormente españoles) y rapanui son considerados por la ley chilena como mestizos (incluso por el mundo hispanohablante completo).